# Le Veurdre
Le Veurdre ist eine französische Gemeinde mit 476 Einwohnern (Stand 1. Januar 2022) im Département Allier in der Region Auvergne-Rhône-Alpes (vor 2016 Auvergne). Sie gehört zum Arrondissement Moulins und zum Kanton Bourbon-l’Archambault.

## Geographie
Le Veurdre liegt etwa dreißig Kilometer nordwestlich von Moulins am Allier.

## Nachbargemeinden
Umgeben ist Le Veurdre von den Nachbargemeinden Château-sur-Allier im Norden und Nordwesten, Livry im Osten und Nordosten, Saint-Léopardin-d’Augy im Südosten, Limoise im Süden, Pouzy-Mésangy im Süden und Südwesten sowie Neure im Westen.

## Bevölkerungsentwicklung
| Jahr      | 1962 | 1968 | 1975 | 1982 | 1990 | 1999 | 2006 | 2011 | 2018 |
| Einwohner | 698  | 717  | 699  | 604  | 595  | 578  | 550  | 497  | 455  |

## Sehenswürdigkeiten

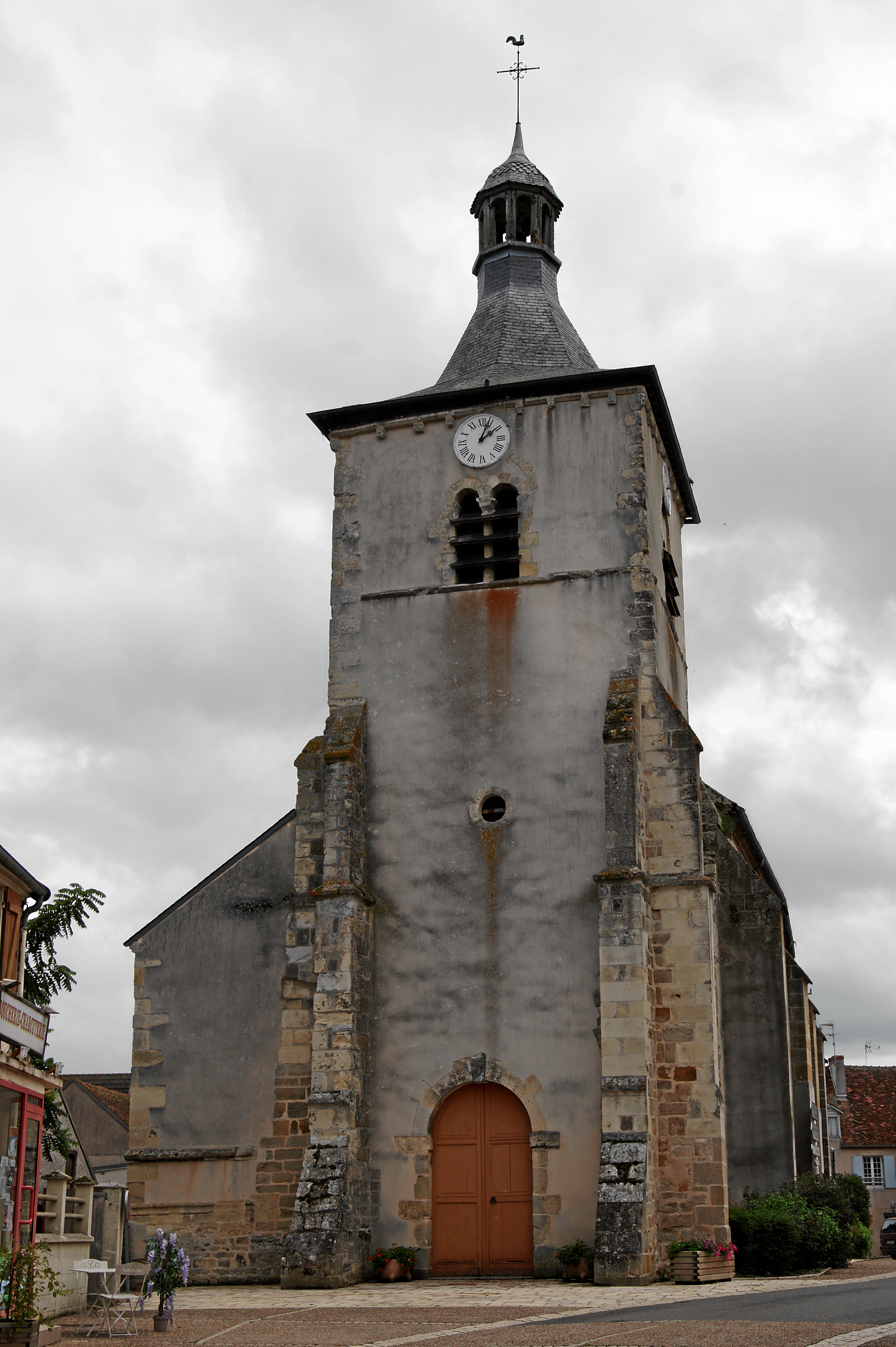
Kirche Saint-Hippolyte

- Kirche Saint-Hippolyte aus dem 11. Jahrhundert
- Kapelle Saint-Mayol, seit 1974 Monument historique
- Burg La Beaume, seit 1991 Monument historique
- Burg Beauregard, seit 1991 Monument historique
- Schloss La Charnée
- Brücke über den Allier

## Persönlichkeiten
- Serge Lepeltier (* 1953), Politiker, französischer Umweltminister (2004/2005), Bürgermeister von Bourges (1995–2004, 2005–2014)